# Richard Aldrich (productor)
Richard Stoddard Aldrich (17 de agosto de 1902 - 31 de marzo de 1986) fue un productor teatral, gerente teatral, director y diplomático estadounidense. Fue oficial de la reserva de la Marina de los Estados Unidos durante la Segunda Guerra Mundial y la Guerra de Corea, y diplomático con la Administración de Operaciones Extranjeras de los Estados Unidos y la Administración de Cooperación Internacional. Produjo más de treinta obras de teatro en Broadway desde 1933 hasta 1956, y también operó tres teatros de verano en Massachusetts. Estuvo casado con la actriz Gertrude Lawrence hasta su muerte; su matrimonio fue inmortalizado en su libro Gertrude Lawrence as Mrs. A: An Intimate Biography of a Great Star (1955) y en la película musical biográfica nominada al Oscar Star! (1968).

## Vida y carrera
Aldrich nació en Boston y se graduó de la Universidad de Harvard en 1925. En Harvard, fue presidente del Harvard Radcliffe Dramatic Club y miembro fundador de The Jitney Players en 1923. En 1926 se convirtió en gerente general del American Laboratory Theatre de Richard Boleslawski. Una de las primeras producciones que supervisó fue la obra The Straw Hat (1926), que incluía música compuesta por un joven Randall Thompson. Un año después, en 1927, se casó con su primera esposa, Helen Beals, en la Iglesia Presbiteriana de la Quinta Avenida. Más tarde se divorciaron en 1936 después de tener dos hijos, Richard Stoddard Aldrich Jr. y David Beals Aldrich.
Aldrich comenzó su carrera en Broadway como director de escena para una producción de Noche de Reyes de William Shakespeare en 1930. En 1933 fundó un negocio de producción teatral en Broadway con Alfred De Liagre. Produjo 34 obras en Broadway desde 1933 hasta 1956, incluyendo las producciones originales de The Devil and Daniel Webster (1939),  Margin for Error (1939), Goodbye, My Fancy (1948), La Luna es Azul (1951) y Querido Carlos (1954). También produjo numerosas reposiciones en Broadway, incluyendo La Importancia de Llamarse Ernesto (1939), El Jugador del Occidente (1946), Volpone (1948), César y Cleopatra (1949) y El Discípulo del Diablo (1950). En 1945-1946 produjo una gira elogiada por la crítica en los Estados Unidos del Teatro Old Vic de Inglaterra con Laurence Olivier y Ralph Richardson. Esta gira incluyó reposiciones en Broadway de Enrique IV, Parte 1, Enrique IV, Parte 2, Tío Vania, El Crítico y Edipo Rey. Patrocinó más giras a los Estados Unidos del Old Vic, y los actores de repertorio del Teatro Habima de Israel y el Teatro Gate de Irlanda.
Aldrich dirigió los festivales de verano de 1937 y 1938 para la Ópera Central City. Poseía y operaba tres teatros de verano en Massachusetts desde finales de la década de 1930 hasta mediados de la década de 1950: The Cape Playhouse en Dennis, el Falmouth Playhouse en Falmouth y el Cape Cod Melody Tent en Hyannis. También se desempeñó como director de los festivales de verano en el Falmouth Playhouse (1949-1955) y el Cape Cod Melody Tent (1950-1955). Aldrich también fue miembro de la junta directiva del Teatro Nacional Americano y la Academia (ANTA) y del New York City Center. En colaboración con John Shubert y el ejecutivo de Broadway Warren Caro, desempeñó un papel de liderazgo fundamental en el diseño y establecimiento del "Plan del Circuito de Cuarenta Teatros" de la ANTA en 1955; un plan diseñado para llevar obras estadounidenses de alta calidad con intérpretes establecidos críticamente a teatros regionales en todo Estados Unidos.
En 1940, Aldrich se casó con la actriz Gertrude Lawrence y produjo notablemente una aclamada reposición de Pigmalión protagonizada por su esposa en 1945. Después de su muerte por cáncer en 1952, escribió el libro Gertrude Lawrence as Mrs. A: An Intimate Biography of a Great Star (publicado en 1955, Greystone Press). Más tarde, sirvió como asesor para la película musical biográfica de 1968 Star!, que trataba sobre Lawrence. En esa película, fue retratado por el actor Richard Crenna y la actriz Julie Andrews interpretó el papel de Lawrence. La película fue nominada a siete premios de la Academia.
Aldrich sirvió como oficial en la reserva de la Marina de los Estados Unidos durante la Segunda Guerra Mundial y la Guerra de Corea. En 1955 fue nombrado subdirector (luego director) de la misión de la Administración de Operaciones Extranjeras de los Estados Unidos (USFOA) en España (más tarde la Administración de Cooperación Internacional, ICA), donde sirvió bajo su amigo y excompañero de clase de la Universidad de Harvard, John Davis Lodge (entonces Embajador de los Estados Unidos en España). Dejó ese puesto en 1962 para desempeñarse en una posición similar en Marruecos, donde permaneció hasta su retiro en 1965.
En 1955, mientras realizaba una misión diplomática en Tánger, se casó con Elizabeth Boyd, una exmodelo y hermana del eventual profesor de la Universidad de California, Berkeley, Julian C. Boyd. Tuvieron dos hijas, Susan Poythress Aldrich y Mary Joy Aldrich. En el momento de su muerte en 1986, a la edad de 83 años, Aldrich residía con su esposa en East Dennis, Massachusetts. Falleció en Williamsburg, Virginia, mientras visitaba a familiares.